# 罗德里克·麦金农
罗德里克·麦金农（英語：Roderick MacKinnon，1956年2月19日—），美国洛克菲勒大学分子神经生物学和生物物理学教授。因对细胞膜中的离子通道功能的物理化学属性的研究，尤其是X射线晶体学的蛋白质结构的研究而分享获得了2003年诺贝尔化学奖。与之分享这一奖项的是彼得·阿格雷，他因对離子通道的相關研究而获奖。